# Iko Carreira
El general Iko Carreira, nacido como Henrique Teles Carreira (Luanda, 3 de junio de 1933-Madrid, 20 de mayo de 2000), fue ministro de defensa de Angola desde 1975 hasta 1980, durante la guerra civil.
Después de la muerte de Agostinho Neto, su posición en el partido fue cada vez menor, finalmente sirvió como embajador en Argelia y como diplomático en España.
Como combatiente es recordado como uno de los míticos guerrilleros del MPLA, el brazo armado de Agostinho Neto en su lucha por la liberación de Angola en contra de las fuerzas coloniales de ocupación de Portugal.
Fundador y comandante en jefe de las Fuerzas Armadas Angoleñas, derrotó al FNLA en el norte y a UNITA en el sur del país durante la primera guerra civil y frustró un golpe de Estado liderado por Nito Alves.
Fue considerado como el segundo al mando tras el propio Neto hasta la muerte de este, y fue el primer oficial africano en recibir el rango de general por la Unión Soviética.
General Iko Carreira estuvo asociado políticamente con Amílcar Cabral, de Guinea-Bissau, Joaquim Chissano, de Mozambique, y Lúcio Lara de Angola.
El 27 de mayo de Nito Alves 1977 intentó un golpe de Estado que acabó con la vida de muchos excombatientes que habían luchado por la liberación de Angola, incluyendo Saidy Mingas y Dangere. El gobierno arrestó a decenas de miles de Nitistas que se encontraban bajo sospecha de apoyar el alzamiento de Nito Alves para derrocar al presidente Agostinho Neto, desde  mayo a noviembre de 1977. Algunos sospechosos fueron juzgados entonces en tribunales supervisados por Carreira. Según algunos relatos, los que fueron declarados culpables, incluyendo José Van-Dunem, Jacobo "Monstruo Inmortal" Caetano, el jefe de la 8.ª Brigada, y el comisario político Eduardo Evaristo, fueron fusilados y enterrados en fosas clandestinas.
La última lucha del general "Iko" Carreira fue contra su enfermedad, un derrame cerebral que le paralizó todo el lado izquierdo de los últimos 13 años de su vida. Aun así pudo escribir dos novelas con un dedo, en un equipo especial: "O Pensamento Estratégico de Agostinho Neto", Publicações Dom Quixote, y " Memorias ", publicado en Angola por Nzila.
En un artículo escrito para The Guardian, el 6 de junio de 2000, Victoria Brittain escribió del general Iko Carreira: "Era valiente, seguro, multilingüe, mundano [ sic ].... Al igual que su amigo y mentor, el presidente Neto, Carreira siempre seguirá siendo un punto de referencia para los angoleños en un período heroico de su historia. Le sobreviven su esposa, hija y cuatro hijos."